# Senat Rzeczypospolitej Polskiej VIII kadencji

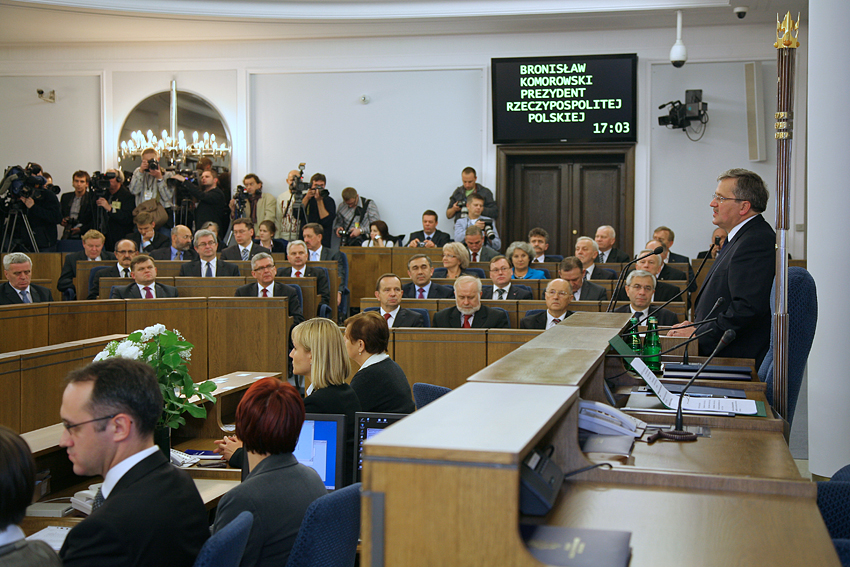
Prezydent Bronisław Komorowski podczas inauguracyjnego posiedzenia Senatu VIII kadencji

Senat VIII kadencji – skład Senatu VIII kadencji wyłoniony został w wyborach do Sejmu i Senatu przeprowadzonych 9 października 2011.

## Kadencja Senatu
Kadencja Senatu rozpoczęła się z dniem zwołania przez prezydenta RP Bronisława Komorowskiego pierwszego posiedzenia Senatu wyznaczonego na 8 listopada 2011, a upłynęła w przeddzień pierwszego posiedzenia IX kadencji Senatu RP.
Uchwałą z 18 grudnia 2013 Senat RP zdecydował o ustanowieniu roku 2014 Rokiem Odrodzenia Senatu.

## Posiedzenia Senatu[2]
1. posiedzenie: 8 XI, 9 XI 2011
2. posiedzenie: 17 XI 2011
3. posiedzenie: 20 XII, 21 XII, 22 XII 2011
4. posiedzenie: 19 I 2012
5. posiedzenie: 1 II, 2 II 2012
6. posiedzenie: 15 II, 16 II 2012
7. posiedzenie: 14 III 2012
8. posiedzenie: 28 III, 29 III 2012
9. posiedzenie: 11 IV, 12 IV 2012
10. posiedzenie: 25 IV, 26 IV 2012
11. posiedzenie: 9 V, 10 V 2012
12. posiedzenie: 23 V, 24 V 2012
13. posiedzenie: 30 V 2012
14. posiedzenie: 13 VI, 14 VI 2012
15. posiedzenie: 5 VII, 6 VII 2012
16. posiedzenie: 25 VII, 26 VII 2012
17. posiedzenie: 2 VIII, 3 VIII 2012
18. posiedzenie: 3 X, 4 X 2012
19. posiedzenie: 17 X, 18 X 2012
20. posiedzenie: 8 XI, 9 XI 2012
21. posiedzenie: 28 XI 2012
22. posiedzenie: 29 XI, 30 XI 2012
23. posiedzenie: 12 XII, 13 XII 2012
24. posiedzenie: 19 XII, 20 XII 2012
25. posiedzenie: 8 I, 9 I 2013
26. posiedzenie: 30 I 2013
27. posiedzenie: 20 II, 21 II 2013
28. posiedzenie: 6 III, 7 III 2013
29. posiedzenie: 20 III, 21 III 2013
30. posiedzenie: 3 IV, 4 IV 2013
31. posiedzenie: 17 IV, 18 IV 2013
32. posiedzenie: 24 IV, 25 IV 2013
33. posiedzenie: 15 V, 16 V 2013
34. posiedzenie: 5 VI, 6 VI 2013
35. posiedzenie: 19 VI, 20 VI 2013
36. posiedzenie: 3 VII, 4 VII 2013
37. posiedzenie: 11 VII, 12 VII 2013
38. posiedzenie: 7 VIII, 8 VIII, 9 VIII 2013
39. posiedzenie: 19 IX, 20 IX 2013
40. posiedzenie: 2 X, 3 X 2013
41. posiedzenie: 16 X, 16 X 2013
42. posiedzenie: 29 X 2013
43. posiedzenie: 13 XI 2013
44. posiedzenie: 4 XII, 5 XII 2013
45. posiedzenie: 11 XII, 12 XII 2013
46. posiedzenie: 18 XII 2013
47. posiedzenie: 9 I, 10 I 2014
48. posiedzenie: 29 I, 30 I 2014
49. posiedzenie: 19 II, 20 II 2014
50. posiedzenie: 5 III, 6 III 2014
51. posiedzenie: 19 III, 20 III 2014
52. posiedzenie: 9 IV, 10 IV 2014
53. posiedzenie: 24 IV 2014
54. posiedzenie: 21 V, 22 V 2014
55. posiedzenie: 5 VI, 6 VI 2014
56. posiedzenie: 11 VI, 12 VI 2014
57. posiedzenie: 2 VII, 3 VII 2014
58. posiedzenie: 4 VII 2014
59. posiedzenie: 23 VII, 24 VII 2014
60. posiedzenie: 6 VIII, 7 VIII 2014
61. posiedzenie: 24 IX, 25 IX 2014
62. posiedzenie: 8 X, 9 X 2014
63. posiedzenie: 22 X, 23 X 2014
64. posiedzenie: 5 XI, 6 XI 2014
65. posiedzenie: 19 XI, 20 XI 2014
66. posiedzenie: 3 XII, 4 XII 2014
67. posiedzenie: 17 XII, 18 XII 2014
68. posiedzenie: 8 I, 9 I 2015
69. posiedzenie: 21 I 2015
70. posiedzenie: 5 II, 6 II, 7 II 2015
71. posiedzenie: 4 III, 5 III 2015
72. posiedzenie: 18 III, 19 III 2015
73. posiedzenie: 15 IV, 16 IV 2015
74. posiedzenie: 6 V, 7 V 2015
75. posiedzenie: 20 V, 21 V 2015
76. posiedzenie: 11 VI, 12 VI 2015
77. posiedzenie: 24 VI, 25 VI 2015
78. posiedzenie: 8 VII, 9 VII, 10 VII 2015
79. posiedzenie: 22 VII, 23 VII, 24 VII 2015
80. posiedzenie: 4 VIII, 5 VIII, 6 VIII, 7 VIII 2015
81. posiedzenie: 2 IX, 3 IX, 4 IX 2015
82. posiedzenie: 30 IX, 1 X 2015

## Marszałek Senatu
Obowiązki marszałka seniora w dniu 8 listopada 2011 do chwili podjęcia uchwały o wyborze marszałka Senatu pełnił senator Kazimierz Kutz (KWW Kazimierza Kutza). Marszałka seniora wyznaczył prezydent RP Bronisław Komorowski spośród grupy senatorów o najstarszym wieku.
Marszałek Senatu VIII kadencji:
- Bogdan Borusewicz (Platforma Obywatelska) od 8 XI 2011

## Wicemarszałkowie Senatu
- Stanisław Karczewski (Prawo i Sprawiedliwość) od 9 XI 2011
- Maria Pańczyk-Pozdziej (Platforma Obywatelska) od 9 XI 2011
- Jan Wyrowiński (Platforma Obywatelska) od 9 XI 2011

## Prezydium Senatu
W skład Prezydium Senatu wchodzą marszałek oraz wicemarszałkowie Senatu RP:
- Bogdan Borusewicz (PO) – marszałek Senatu RP
- Stanisław Karczewski (PiS) – wicemarszałek Senatu RP
- Maria Pańczyk-Pozdziej (PO) – wicemarszałek Senatu RP
- Jan Wyrowiński (PO) – wicemarszałek Senatu RP

## Konwent Seniorów
W skład Konwentu Seniorów wchodzą marszałek, wicemarszałkowie Senatu RP oraz senatorowie, którzy są przedstawicielami klubów senackich. W skład konwentu wchodzą również przedstawiciel klubu parlamentarnego w skład którego wchodzi przynajmniej 7 senatorów. Obecnie są to:
- Bogdan Borusewicz (PO) – marszałek Senatu RP
- Stanisław Karczewski (PiS) – wicemarszałek Senatu RP
- Maria Pańczyk-Pozdziej (PO) – wicemarszałek Senatu RP
- Jan Wyrowiński (PO) – wicemarszałek Senatu RP
- przedstawiciel klubu senatorów Platforma Obywatelska
- przedstawiciel klubu parlamentarnego Prawo i Sprawiedliwość

## Kluby i koła senackie

wyniki wyborów

| Klub/Koło | Nazwa                      | Przewodniczący       | Data powstania        | Liczba senatorów | Liczba senatorów         | +/− |
| Klub/Koło | Nazwa                      | Przewodniczący       | Data powstania        | w dniu powstania | w ostatnim dniu kadencji | +/− |
| --------- | -------------------------- | -------------------- | --------------------- | ---------------- | ------------------------ | --- |
| Klub      | Platforma Obywatelska      | Marek Rocki          | 8 listopada 2011(dts) | 63               | 57                       | 6   |
| Klub      | Prawo i Sprawiedliwość     | Stanisław Karczewski | 8 listopada 2011(dts) | 31               | 32                       | 1   |
| Koło      | Senatorów Niezależnych     | Kazimierz Kutz       | 8 listopada 2011(dts) | 3                | 4                        | 1   |
| Klub      | Polskie Stronnictwo Ludowe | Józef Zając          | 8 listopada 2011(dts) | 2                | 2                        |     |
| Klub      | Zjednoczona Prawica        | Kazimierz Jaworski   | 25 lipca 2014(dts)    | 1                | 1                        |     |

## Komisje
W Senacie jest 16 komisji stałych. Oprócz nich Senat może powołać komisje nadzwyczajne.

### Komisje stałe
| Nazwa                                               | Przewodniczący          | Klub | Liczba senatorów |
| --------------------------------------------------- | ----------------------- | ---- | ---------------- |
| Budżetu i Finansów Publicznych                      | Kazimierz Kleina        | PO   | 10               |
| Gospodarki Narodowej                                | Marek Ziółkowski        | PO   | 16               |
| Kultury i Środków Przekazu                          | Grzegorz Czelej         | PiS  | 12               |
| Nauki, Edukacji i Sportu                            | Kazimierz Wiatr         | PiS  | 13               |
| Obrony Narodowej                                    | Władysław Ortyl         | PiS  | 14               |
| Praw Człowieka, Praworządności i Petycji            | Michał Seweryński       | PiS  | 9                |
| Regulaminowa, Etyki i Spraw Senatorskich            | Andrzej Misiołek        | PO   | 6                |
| Rodziny i Polityki Społecznej                       | Mieczysław Augustyn     | PO   | 12               |
| Rolnictwa i Rozwoju Wsi                             | Jerzy Chróścikowski     | PiS  | 13               |
| Samorządu Terytorialnego i Administracji Państwowej | Janusz Sepioł           | PO   | 15               |
| Spraw Emigracji i Łączności z Polakami za Granicą   | Andrzej Person          | PO   | 14               |
| Spraw Unii Europejskiej                             | Edmund Wittbrodt        | PO   | 16               |
| Spraw Zagranicznych                                 | Włodzimierz Cimoszewicz | KSN  | 11               |
| Środowiska                                          | Jadwiga Rotnicka        | PO   | 9                |
| Ustawodawcza                                        | Piotr Zientarski        | PO   | 9                |
| Zdrowia                                             | Rafał Muchacki          | PO   | 10               |